# Galtabäck
Galtabäck är en småort och tidigare fiskeläge i Tvååkers socken i Varbergs kommun. Orten ligger vid kusten, tio kilometer söder om Varberg.
Tidigare gick Europaväg 6 genom Galtabäck. Orten är bland annat känd för Galtabäcksfyndet och Galtabäcks hamn. I hamnen finns ett båtmuseum. Ortens fotbollslag heter Galtabäcks BK.
Vid Galtabäck ligger den långsmala havsviken Lerjan, som är en betydande rastplats för vadarfåglar. Spovsnäppor, småsnäppor, kärrsnäppor, sandlöpare och ibland även myrsnäppor brukar rasta i viken. Pilgrimsfalken ses emellanåt jagande vadarfåglarna. Under vintern hör strandremsan till en av de säkraste siktningslokalerna för berglärkan, som övervintrar i viken. De kringliggande kusthedarna och klapperstensfälten ingår i naturreservatet Gamla Köpstad Södra.

## Sjöräddningsstationen i Galtabäck
Mellan 1907 och 1973 hade Sjöräddningssällskapet en sjöräddningsstation i Galtabäck. Den första livräddningsbåten var Hjälparen, en öppen roddbåt med en besättning på elva man, som hade finansierats av några rika damer i Stockholm och byggts av Löfholmsvarvet i Stockholm.
För räddningsstation skrevs kontrakt med 36 män från samhället för att hålla båten bemannad samt med 14 hästägare i trakten.
År 1944 skänktes Hjälparen till Sjöhistoriska museet, efter att 1939 ha ersatts av en modernare livräddningsbåt, den öppna motorbåten Axel Broström med en 50 hästkrafters motor.
I den tidigare räddningsstationen finns numera Båtmuseet i Galtabäcks hamn.
| Räddningsbåten Hjälparen i Sjöhistoriska museets båtmagasin på Rindö, 2019 |  | Räddningsbåten Hjälparen i Sjöhistoriska museets båtmagasin på Rindö, 2019 |
| Räddningsbåten Hjälparen i Sjöhistoriska museets båtmagasin på Rindö, 2019 |  |                                                                            |